# Verdú (kommun)
Verdú är en kommun i Spanien.   Den ligger i provinsen Província de Lleida och regionen Katalonien, i den östra delen av landet, 400 km öster om huvudstaden Madrid. Antalet invånare är 1 008. Arean är 36 kvadratkilometer.
Terrängen i Verdú är lite kuperad.